# Програмист
Програмист (софтуерен програмист или софтуерен разработчик) е някой, който пише, създава компютърен софтуер. Компютърният програмист е специалист в софтуерното програмиране и може да ползва различни езици като C, C#, C++, Java, JavaScript, Python, PHP и много други. Много често „програмист“ се използва като обобщаващо и опростяващо название за различни ИТ професии (вкл. софтуерен инженер и други) в контексти, в които конкретните названия на тези професии и ИТ области не биха донесли конкретно разбиране у слушателя или използващият названието не знае конкретното наименование на съответната ИТ професия.
Денят на програмиста е на 13 септември всяка година, това е неофициален празник в повечето страни, но в Русия е възприет като официален професионален празник от 2009. Това е една от най-добре заплатените професии в България и други страни.